# Svetlana Smirnova
Svetlana Anatoljevna Smirnova (ryska: Светлана Анатольевна Смирнова), född 16 augusti 1977 i Leningradskaja, Krasnodar kraj, är en rysk tidigare handbollsspelare (högernia). Hon var rysk landslagsspelare. Från december 1999 till november 2001 var hon dopingavstängd (nandrolon). I december 2001 var hon med och tog VM-guld.

## Karriär
Smirnova spelade hela din elitkarriär för ryska klubben GK Kuban Krasnodar. Sista säsongen hon spelade i EHF-cupen var 2012-2013. Då hon spelade i VM 1999 blev hon fast för doping med nandrolon och fick två års avstängning till 4 december 2001. Hon blev alltså precis spelklar till VM 2001 i Italien. Efter 2013 blev hon gravid och födde barn och avslutade sin karriär.
Svetlana Smirnova spelade för Ryssland vid fyra VM; 1997, 1999, 2001 och 2003. VM 2001 i Italien blev hennes största merit med VM-guldet. Efter 2003 hörde hon vanligtvis inte till landslagstruppen. 2005 spelade hon sin sista landskamp.